# Lisa Holländer

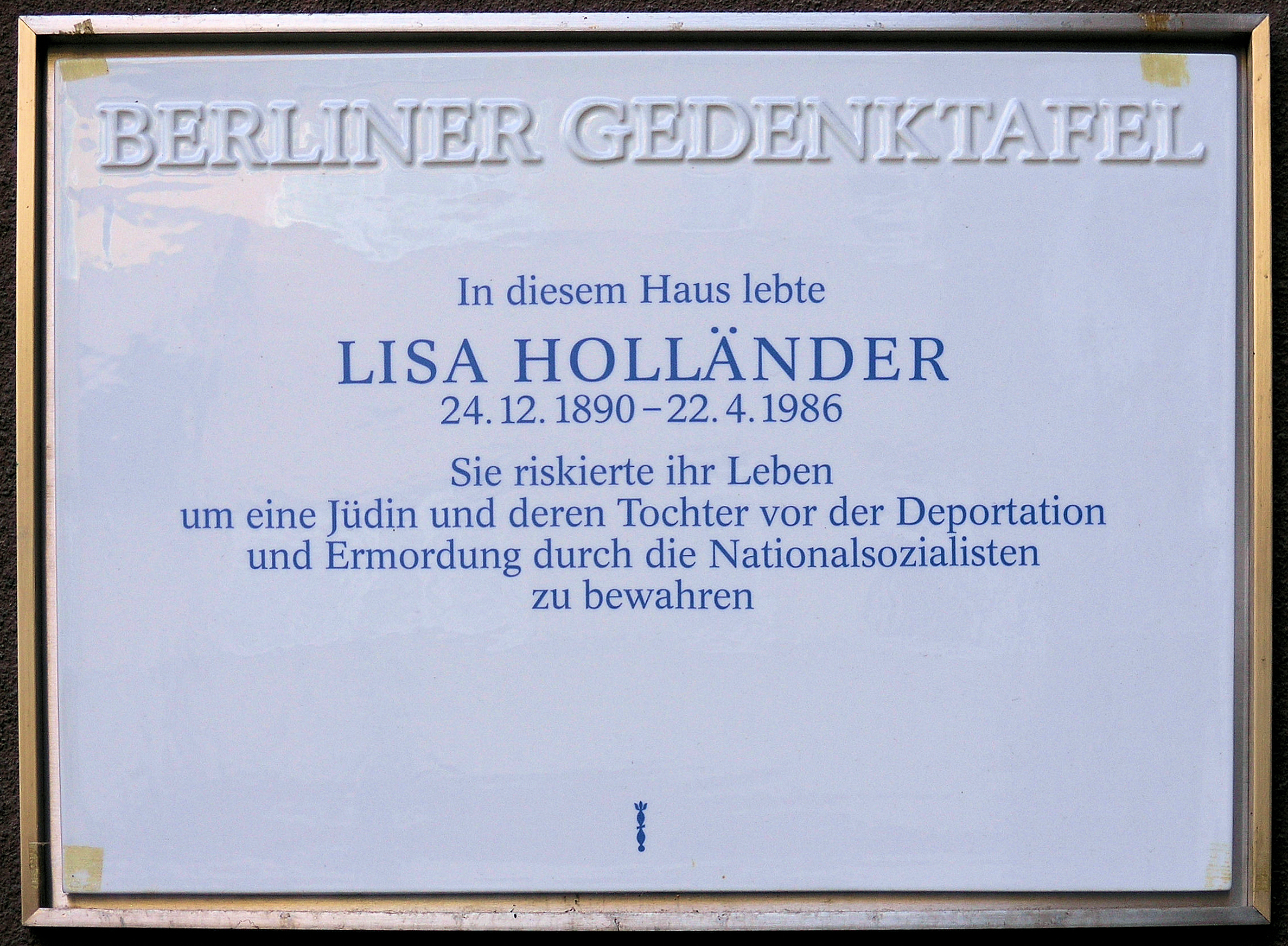
Gedenktafel für Lisa Holländer am Gebäude Sächsische Straße 26 in Berlin-Wilmersdorf

Lisa Holländer (* 24. Dezember 1890; † 22. April 1986) war eine deutsche Gerechte unter den Völkern.

## Leben
Lisa Holländer war mit Paul Holländer, einem jüdischen Exportkaufmann, verheiratet, sie lebten in Berlin. Paul Holländer wurde in der Zeit des Nationalsozialismus unter einem Vorwand verhaftet und in ein Konzentrationslager gebracht. Mehrere Monate lang bemühte sich Lisa Holländer, ihn aus dem Konzentrationslager herauszuholen, jedoch vergeblich. Nach seiner Ermordung wurde ihr seine blutbefleckte Kleidung zugeschickt; sie erhielt außerdem eine Rechnung für die Beerdigungskosten. Ihr wurde mitgeteilt, er sei an Herzversagen gestorben.
Zu den Freunden des Ehepaars Holländer gehörten Walter Rieck (1885–1974) und dessen Frau Jenny (1899–1975). Über Walter Rieck lernten  die Holländers 1935  Ella Deutschkron und deren Tochter Inge kennen. Diese lebten ab 1943 als Juden illegal in Berlin.  Lisa Holländer nahm Mutter und Tochter bei sich im Rosenhof, einem Gebäudekomplex in der Sächsischen Straße in Berlin-Wilmersdorf, auf. Dort lebten sie mehrere Monate lang, bis die Wohnung Ende Januar 1944 bei einem Bombenangriff zerstört wurde. Ella und Inge Deutschkron fanden bei weiteren Helfern Unterschlupf.  Mit Lisa Holländer, die weiteren Juden half, indem sie sie mit Lebensmitteln unterstützte, blieben sie auch nach Ende des Zweiten Weltkriegs in Verbindung.
1971 wurde Lisa Holländer als Gerechte unter den Völkern ausgezeichnet. Sie starb 1986. Im November 2005 wurde am Gebäude Sächsische Straße 26 eine Gedenktafel für Lisa Holländer enthüllt.